# بيل ثيبن
بيل ثيبن (بالإنجليزية: Bill Thieben)‏ مواليد 28 مارس 1935، هو لاعب كرة سلة أمريكي سابق. بدأ مسيرته الاحترافية في سنة 1956. تم اختياره من قبل فريق ديترويت بيستونز خلال الدرافت. يبلغ طوله 6 قدم 7 بوصة (2.0 م). اعتزل اللعب في 1958.

## روابط خارجية
- بيل ثيبن على موقع إن بي أي (الإنجليزية)
- بيل ثيبن على موقع سبورتس رفرنس (الإنجليزية)
- بيل ثيبن على موقع ريلجم (الإنجليزية)
- بيل ثيبن على موقع بروبوليرز (الإنجليزية)